# Verkhoturka
Verkhoturka (en rus: Верхотурка) és un poble de l'óblast de Sverdlovsk, a Rússia, segons el cens del 2010 tenia 24 habitants.